# Shake It Up, India
Shake It Up es una serie de televisión de comedia de situación para Disney Channel India. La serie se estrenó el 30 de marzo de 2013 hasta el 2 de noviembre del mismo año. Es una adaptación india de la serie original de Disney Channel del mismo nombre. La serie fue creada por Chris Thompson y dirigida por Rishi Tyagi.

## Sinopsis
La serie gira en torno a las aventuras de los mejores amigos de Neeladri «Neel» Walia y Yashpal «Yash» Mehta, dos chicos de 13 años seguros y enérgicos que son bailarines hábiles y están en el umbral de dar sus pasos en el mundo del baile profesional.

## Producción
A finales del verano de 2011, la versión original Shake It Up se estrenó, pero debido a la popularidad Best of Luck Nikki, es una adaptación india de la serie original de Disney Channel, ¡Buena suerte, Charlie!, se puso en producción para una versión india de Shake It Up. Está programando para su estreno durante el verano de 2012, junto con The Suite Life of Karan & Kabir, pero debido a las dificultades para encontrar actores adecuados, el guion fue reescrito para incluir dos personajes masculinos a diferencia de los personajes femeninos, como la versión original.

## Reparto

### Elenco principal
- Sparsh Shrivastav como Neeladri «Neel» Walia: Está basada por CeCe Jones, que fue interpretada por Bella Thorne.
- Ojas Godtwar como Yashpal «Yash» Mehta: Está basada por Rocky Blue, que fue interpretada por Zendaya.
- Asawari Joshi como S.P Kiran Walia: Está basada por Georgia Jones, que fue interpretada por Anita Barone.
- Faiq Shaikh como Ayush Walia: Está basado por Flynn Jones, que fue interpretado por Davis Cleveland.
- Preet Rajput como Jay Mehta: Está basado por Ty Blue, que fue interpretado por Roshon Fegan.
- Alam Khan como Dheeraj Dambole: Está basado por Deuce Martinez, que fue interpretado por Adam Irigoyen.
- Raj Saluja como Shekhar Grover: Está basado por Gary Wilde que fue interpretado por R. Brandon Johnson.

### Elenco recurrente
- Ayush Narang como Manjot «Jo» Dhillon: Está basado por Gunther Hessenheffer, que fue interpretado por Kenton Duty.
- Ridhi Arora como Mandeep «Di» Dhillon: Está basada por Tinka Hessenheffer, que fue interpretada por Caroline Sunshine.
- Goolshan Mazdiaani como Batiwala Aunty: Está basada por la señora Locassio, que fue interpretada por Renée Taylor.
- Ayesha Kaduskar como Dina Shan: Está basada por Dina Garcia, que fue interpretada por Ainsley Bailey.

## Promocional
El vídeo musical promocional con el elenco de la película ABCD: Any Body Can Dance y Shake It Up se estrenó en el canal en enero de 2013.